# Bryodemina valida
Bryodemina valida är en tvåvingeart som först beskrevs av Christian Rudolph Wilhelm Wiedemann 1830.  Bryodemina valida ingår i släktet Bryodemina och familjen svävflugor. Inga underarter finns listade i Catalogue of Life.